# Лапландский подорожник
Лапландский подорожник (лат. Calcarius lapponicus) — вид птиц из семейства подорожниковых (Calcariidae). Гнездится, как и пуночка, в северной тундре. Его пища состоит летом главным образом из комаров, которые массово появляются в тундре. Зимой эта птица питается, в основном, семенами.

## Внешний вид
Лапландский подорожник внешне напоминает тростниковую овсянку (Emberiza schoeniclus). Брачное оперение отличается чёрной головкой с белой полоской у глаз, а также красно-коричневым затылком. Для самок также характерен жёлтый клюв. Размер лапландского подорожника обычный для большинства представителей семейства — около 15 см в длину. Масса составляет 25 г.

## Распространение
Лапландский подорожник распространён в Сибири, Восточной и Северной Европе. Его ареалы гнездования расположены на севере России, в Норвегии и Швеции. Он населяет пространство, где уже отсутствуют деревья. Предпочитает холмистые, не каменистые местности, поросшие карликовыми кустарниками. Некоторые подвиды встречаются в субарктических, частично арктических регионах Канады.

## Пение
В полёте лапландские подорожники издают короткие и пронзительные звуки, напоминающие лесную завирушку. Во время брачного периода эти птицы любят петь во время пикирующего полёта. Их звуки можно описать как «тюб», «тие» и «дрю», а само пение часто сравнивают с плохим пением полевого жаворонка, на которого подорожник очень похож особенностями образа жизни и, в частности, тем, что поёт в полёте.

## Размножение
Как и у пуночки, самцы лапландского подорожника первыми появляются на месте будущего гнезда и пытаются установить границы своего ареала. После того как большая часть снега растаяла, прямо на земле начинается строительство гнезда. Оно состоит из тонких травинок, мха и корней, а внутри выстлано травой и волосами животных. Самка откладывает по 5—6 зеленовато-коричневых яиц величиной 21 мм. Откладывание яиц бывает только раз в год, насиживание длится около 12—14 дней.